# Cantó de Rethel
El cantó de Rethel és un cantó francès del departament de les Ardenes, situat al districte de Rethel. Té 17 municipis i el cap és Rethel.

## Municipis
- Acy-Romance
- Amagne
- Ambly-Fleury
- Arnicourt
- Barby
- Bertoncourt
- Biermes
- Coucy
- Doux
- Mont-Laurent
- Nanteuil-sur-Aisne
- Novy-Chevrières
- Rethel
- Sault-lès-Rethel
- Seuil
- Sorbon
- Thugny-Trugny

## Història
| Data d'elecció                           | Identitat       | Partit        | Qualitat |
| ---------------------------------------- | --------------- | ------------- | -------- |
| 1945-1967                                | Camille Lassaux | SFIO          |          |
| 1967-1992                                | Pierre Siegel   | CNIP          |          |
| 1992-2004                                | Michel Vuibert  | UDF-CDS       |          |
| 2004-                                    | Joseph Afribo   | Divers droite |          |
| les dades anteriors no són pas conegudes |                 |               |          |
|                                          |                 |               |          |

## Demografia
| A partir de 1990: Població sense dobles comptes |